# Le amanti del mostro
Pour plus de détails, voir Fiche technique et Distribution.
Le amanti del mostro est un film d'épouvante fantastique italien réalisé par Sergio Garrone et sorti en 1974.

## Synopsis
Anijeska, héritière de la famille Rassimov, emménage avec son mari, le docteur Alex Nijinski, dans le manoir de son père. Dans le sous-sol, le docteur découvre le laboratoire où feu Rassimov effectuait des expériences pour découvrir le secret de la vie et de la mort et pour créer la vie au moyen de machines électriques. Bientôt, Alex est pris de rages meurtrières qui le transforment en un fou psychopathe qui commence à faire des victimes dans la campagne environnante.

## Fiche technique
- Titre original italien  : Le amanti del mostro[1]
- Réalisateur : Sergio Garrone
- Scénario : Sergio Garrone
- Photographie : Emore Galeassi
- Montage : Cesare Bianchini
- Musique : Stefano Liberati, Elio Maestosi
- Effets spéciaux : Carlo Rambaldi
- Décors et costumes : Amedeo Mellone
- Maquillage : Maria Arié, Ivana Bernardi
- Production : Amedeo Mellone, Claudio Sinibaldi
- Société de production : Cinequipe
- Pays de production :  Italie
- Langue originale : italien
- Format : Couleur - 1,85:1 - Son mono - 35 mm
- Durée : 90 minutes
- Genre : Film d'épouvante fantastique
- Dates de sortie :
  - Italie : 28 mai 1974

## Distribution
- Klaus Kinski : Dr. Alex Nijinski
- Katia Christine : Anijeska Nijinski
- Osiride Peverello : Polanski
- Amedeo Timpani : le juge
- Marzia Damon
- Stella Calderoni
- Romano De Gironcoli
- Alessandro Perrella
- Carla Mancini
- Luigi Bevilacqua
- Bruno Arié
- Pasquale Toscano
- Roberto Messina

## Production
Après avoir réalisé le film de guerre Ici Londres… la colombe ne doit pas voler (1970), le réalisateur Sergio Garrone commence à travailler sur un film d'épouvante. Après avoir contacté le distributeur italien Sabatini, il est présenté au producteur turc Şakir V. Sözen, basé à Rome. Sözen avait déjà produit le film policier L'Ordre et la Violence (1972) de Frank Agrama et a offert le lieu de tournage d'une grande villa et a proposé de faire jouer l'acteur turc Ayhan Işık (tr) qui avait joué dans L'Ordre et la Violence. Selon Garrone, Sözen a suggéré qu'au lieu de faire un film en six semaines, ils devraient en faire deux en huit semaines, ce qui a conduit à la production conjointe de Le amanti del mostro et La mano che nutre la morte,. Les deux films partagent les lieux de tournage, la plupart des acteurs (sauf Carla Mancini) et même certaines scènes.

## Exploitation
Le film Le amanti del mostro est sorti en salles en Italie le 28 mai 1974, distribué par Morini,.